# Romance in Durango
Romance in Durango – piosenka skomponowana przez Boba Dylana, nagrana przez niego w lipcu 1975 r., wydana na albumie Desire w styczniu 1976 r.

## Historia i charakter utworu
Utwór ten został nagrany w Studio E Columbia Recording Studios w Nowym Jorku 28 lipca 1975 r. Była to druga sesja nagraniowa tego albumu, która trwała od godz. 19:00 do 4 nad ranem. Producentem sesji był Don DeVito. Sesja ta, nazywana ze względu na dużą liczbę muzyków w studiu "sesją bigbandową", nie przebiegała bez problemów. Linia zatargu biegła między dwoma muzykami: basistą Robem Stonerem i perkusistą Terrym Stannardem. Sposób gry Stannarda doprowadzał Stonera do frustracji. Stoner był jednak - obok Scarlet Rivery - najcenniejszym nabytkiem Dylana, więc wkrótce został kierownikiem zespołu.
Piosenka ta była jedyną, która z tej sesji ukazała się na albumie. Opowiada ona historię, która mogłaby stać się scenariuszem dla Sama Peckinpaha. Utwór jest utrzymany w stylu Tex-Mex (teksańsko-meksykańskim). Aranżacja na płycie powstała pod wpływem muzyków "mariachi" ze stanu Jalisco w środkowo-zachodnim Meksyku, gdzie Dylan spędził jakiś czas podczas kręcenia filmu Pat Garrett i Billy Kid. Tekst powstał w czasie współpracy z Jacques'em Levym w lipcu 1975 r. Otwierające piosenkę wersy ("hot chili peppers in the blistering sun") powstały według kartki pocztowej wysłanej do Levy'ego przez dramaturga Jacka Gelbera, przedstawiającej kilka strąków chili na tle meksykańskiej chaty.    
Bohaterem piosenki jest typowa dla całego albumu (poza takimi utworami jak "Mozambique" i "Sara") postać człowieka poza prawem. W swojej książce "Voice Without Restraint: A Study of Bob Dylan's Lyrics and Their Background" z 1982 r. John Herdman opisuje dylanowski charakter człowieka poza prawem posługując się m.in. postacią z "Romance in Durango". 
Dylan rozpoczął wykonywać tę piosenkę na koncertach już podczas pierwszej tury Rolling Thunder Revue. Były to wersje bardzo dynamiczne i energiczne, kontrastujące z raczej spokojną a nawet nieco senną wersją albumową.

## Muzycy
Sesja 2
- Bob Dylan - gitara, wokal
- Emmylou Harris - wokal
- Vincent Bell - gitara
- Eric Clapton - gitara
- Neil T. Hubbard - gitara
- Perry Lederman - gitara
- James Mullen - gitara
- Erik Frandsen - gitara
- Michael Lawrence - trąbka
- Scarlet Rivera - skrzypce
- Mel Collins - saksofon tenorowy
- Sheena Seidenberg - saksofon tenorowy
- Dom Cortese - akordeon
- Tony O'Malley - instrumenty klawiszowe
- James "Sugarblue" Whiting  - harmonijka ustna
- Rob Stoner (Rothstein) - gitara basowa
- Alan Spenner - gitara basowa
- Jody Linscott - instrumenty perkusyjne
- John Sussewell - perkusja
- Terry Stannard - perkusja
- Dyan Birch, Francis Collins, Paddy McHugh - chórki

## Dyskografia
Albumy
- Desire) (1976)
- Biograph (1985) - nagranie z "Forum de Montréal" w Montrealu, Quebec, Kanada, z 4 grudnia 1975 r.
- The Bootleg Series Vol. 5: Bob Dylan Live 1975, The Rolling Thunder Revue (2002) - wersja z koncertu w "Harvard Square Theater" w Cambridge, stan Massachusetts, USA, z 20 listopada 1975

Film
- Renaldo and Clara - wyd. 25 stycznia 1978 (dłuższa wersja) i koniec 1978 (krótka wersja).

## Wykonania piosenki przez innych artystów
- Fagner - Focus (2002)